# Orchestra Filarmonică din Viena
Orchestra Filarmonică din Viena este cea mai faimoasă orchestră din Viena.

## Istorie
A fost fondată în 1842 și după debuturile dificile, a devenit una dintre cele mai bune orchestre simfonice din lume. Orchestra a strâns în efectivul ei de-a lungul timpului membri prestigioși ca și Hans Richter, Arthur Nikisch, Franz Schmidt, Willy Boskovski.
Sala de concert principală este Musikverein, o sală magnifică, cu o acustică excepțională.
Efectivul instrumental asigură reprezenațiile la Opera din Viena și la festivalurile din Salzburg : festivalul de Paști și Festivalul Salzburgului.

## Dirijori

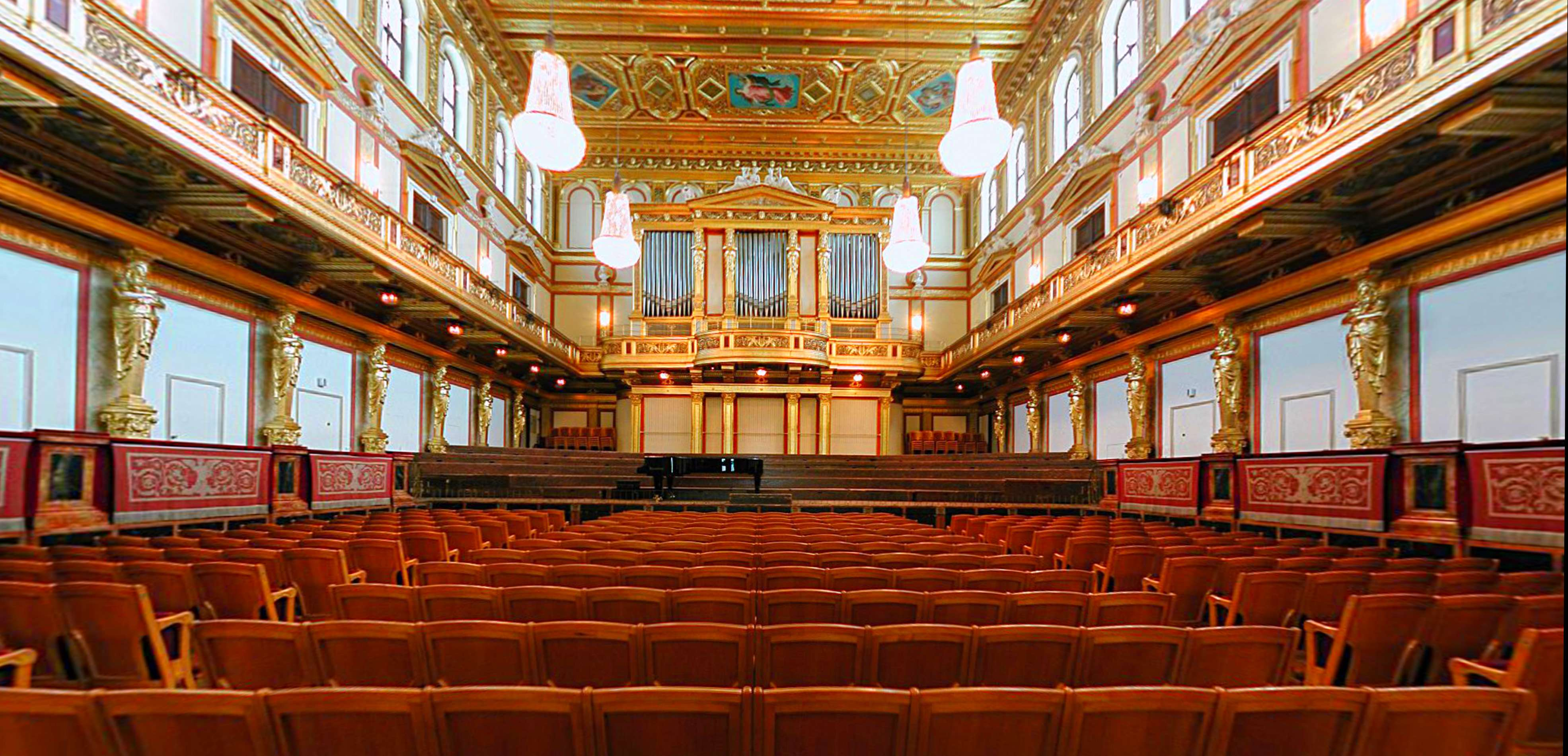
Wiener Musikverein Sala Mare

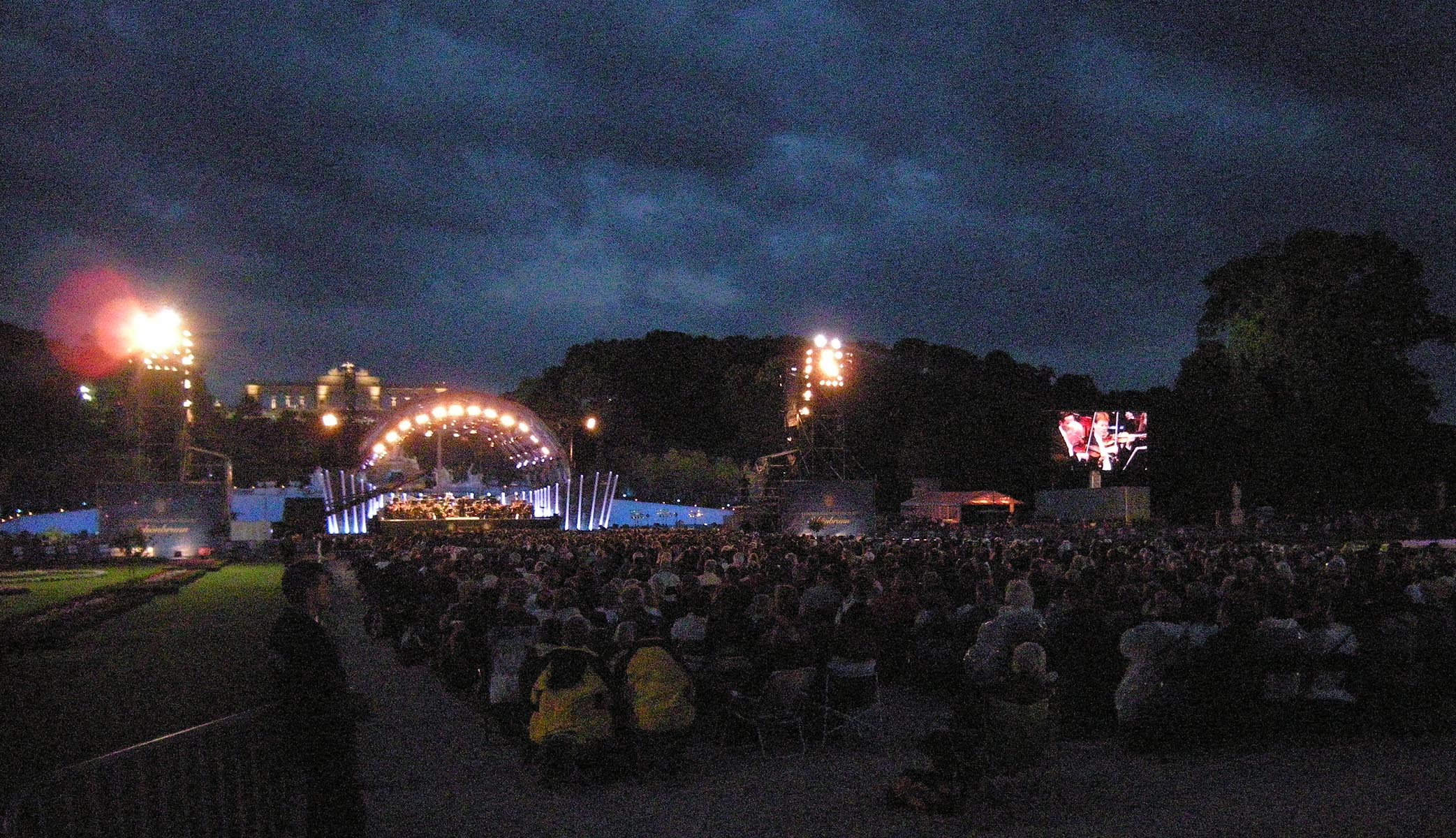
Concert în aer liber al Orchestrei Filarmonice din Viena, Schönbrunn 2009.

### Dirijorii principali
- Otto Nicolai din 1842 până în 1848 ;
- Carl Eckert din 1854 până în 1857 ;
- Otto Dessoff din 1860 până în 1875 ;
- Wilhelm Jahn, 1882, 1883 ;
- Hans Richter din 1875 până în 1883; sub conducerea sa, orchestra a fost recunoscută, prin marii compozitori ai vremii, Wagner, Liszt, Verdi, creatori de opere importante ca Variații la o temă a lui Haydn (1873), Simfoniile a 2-a și a 3-a (1877 - 1883), l'Uvertură tragică (1880) de Brahms , Simfoniile a 3-a, a 4-a și a 8-a de Bruckner (1877), (1888), (1899), (1892) ;
- Gustav Mahler din 1898 până în 1901 care a dirijat pentru prima oară străinilor la Expoziția universală din 1900 de la Paris
- Joseph Hellmesberger din 1901 până în 1903 ;
- Felix von Weingartner din 1908 până în 1927 ;
- Wilhelm Furtwängler din 1927 până în 1930 ;
- Clemens Krauss din 1929 până în 1933 ;

### Dirijori invitați
- Bruno Walter (1933-1938)
- Karl Böhm (1954-1956 și 1971-1981)
- Herbert von Karajan (1956-1964)
- Claudio Abbado (1971-1982)
- Lorin Maazel (1982-1987)

Actualul dirijor invitat al Orchestrei Filarmonice Vieneze este Mariss Jansons.

## Discografie selectivă
- Mozart, Simfoniile 38, 39, 40 și 41 dirijate de Karl Böhm ;
- Mozart, Nunta lui Figaro dirijată de Erich Kleiber ;
- Mozart, Don Giovanni dirijată de Josef Krips ;
- Beethoven, Simfonia a 3-a dirijată de Felix von Weingartner ;
- Beethoven, Simfonia a 3-a dirijată de Erich Kleiber ;
- Beethoven, Simfonia a 5-a, Simfonia a 7-a dirijate de Carlos Kleiber ;
- Beethoven, Simfonia a 2-a, Simfonia a 5-a, Simfonia a 9-a dirijate de Simon Rattle ;
- Schubert, Simfonia a 8-a dirijată de Carl Schuricht ;
- Wagner, Valkyria, primul act, dirijat de Bruno Walter
- Bruckner, Simfonia a 4-a dirijată de Karl Böhm ;
- Mahler, Cântecul Pământului de Kathleen Ferrier, dirijat de Bruno Walter ;
- Johann Strauss și familia Strauss, lucrări îregistrate la concertul tradițional de Anul Nou dat după 1941, dirijate de Willy Boskovski, Herbert von Karajan, Claudio Abbado, Carlos Kleiber sau Nikolaus Harnoncourt, etc.